# Mnesarete williamsoni
Mnesarete williamsoni är en trollsländeart som beskrevs av Rosser W. Garrison 2006. Mnesarete williamsoni ingår i släktet Mnesarete och familjen jungfrusländor. Inga underarter finns listade i Catalogue of Life.